# Jan VIII (papież)
Jan VIII (łac. Ioannes VIII, ur. w Rzymie, zm. 16 grudnia 882) – papież w okresie od 14 grudnia 872 do 16 grudnia 882.

## Życiorys
Z pochodzenia był rzymianinem, synem Gundona. W momencie wyboru na Stolicę Piotrową był archidiakonem w podeszłym wieku.
W czasie jego pontyfikatu trwały spory z Konstantynopolem odnowione po przywróceniu Focjuszowi godności patriarchy po śmierci Ignacego I. Dodatkowo musiał poradzić sobie z wewnętrzną opozycją, który to problem rozwiązał ekskomunikując w 876 roku swojego głównego oponenta i kontrkandydata na papieża Formozusa.
Jan VIII ponownie zezwolił św. Metodemu na stosowanie języka słowiańskiego w liturgii. Gdy Rzymowi zagroziły wojska Saracenów, którzy osiedlili się na Sycylii, nie mogąc liczyć na pomoc rozpadającego się państwa Karolingów ani Bizancjum, zbudował flotę i objął nad nią dowództwo. Jednak wkrótce potem musiał przekupić najeźdźców, by nie plądrowali Rzymu. Szukając sprzymierzeńców niechętnie uznał wyklętego wcześniej Focjusza i przystał na jego warunki przedstawione na synodzie w Hagia Sophia (na którym uchwalono konstantynopolitańskie credo z 381 roku). Dzięki temu porozumieniu Jan uzyskał pomoc wojskową przeciw Saracenom, a także zapewnił pokój pomiędzy Kościołami. Pokonał wrogów w bitwie koło przylądka Circe.
Po śmierci Ludwika II, w sporze Karolingów o koronę cesarską najpierw popierał Karola II Łysego, który poszerzył granice Państwa Kościelnego, a także zrezygnował z wywierania wpływu na wybór papieża. Potem jednak, gdy Karloman wkroczył do Italii, Karol się wycofał i wkrótce potem zmarł. Papież został uwięziony i zmuszony do złożenia przysięgi Karlomanowi, czego jednak nie zrobił. Wkrótce potem uciekł do Prowansji i koronował na króla Ludwika Jąkałę (który zmarł po roku), a następnie uznał w 879 roku Karola III Grubego i koronował go w lutym 881.
Dążył do wzmocnienia swej pozycji wobec rodów arystokratycznych, które prawie dziedzicznie sprawowały najważniejsze urzędy Kościoła. Jan VIII został otruty i dobity młotem 16 grudnia 882 roku. Był pierwszym z ośmiu średniowiecznych papieży, którzy zostali zamordowani; po zakończeniu jego pontyfikatu rozpoczął się okres ciemnego stulecia.
Według XIII-wiecznej legendy imienia Jan VIII miała używać wcześniej papieżyca Joanna.